# Коростењ
Коростењ (укр. Коростень) град је Украјини у Житомирској области. Према процени из 2012. у граду је живело 65.634 становника.

## Становништво
Према процени, у граду је 2012. живело 65.634 становника.
| 1979.  | 1989.  | 2001.  | 2012.  |
| ------ | ------ | ------ | ------ |
| 65.333 | 72.367 | 66.669 | 65.634 |

## Партнерски градови
- Анениј Ној
- Мозир
- Нојабрск
- Клобуцк
- Свитловодск
- Красњик
- Шарвје Шавање
- Славјанск